# Jean Daullé
Jean Daullé, né le 18 mai 1703 à Abbeville et mort le 23 avril 1763  à Paris, est un graveur français.

## Biographie
Fils de Jean Daullé, orfèvre, et d'Anne Dennel, le jeune Jean Daullé, âgé de quatorze ans, reçoit une formation de graveur par dom Robart, membre du prieuré de Saint-Pierre d'Abbeville.
Venu à Paris, il entre dans l'atelier de Robert Hecquet (1693-1775), originaire comme lui de Picardie. Son travail est remarqué en 1735, grâce au portrait gravé de la comtesse de Feuquières, notamment par le marchand et graveur Jean Mariette, qui, dès lors, le recommande. Jean Daullé se rapproche alors du peintre Hyacinthe Rigaud avec qui il restera en amitié et qui voulait en faire son graveur attitré.
Le 30 juin 1742, Daullé est reçu à l'Académie royale de peinture et de sculpture, en présentant Hyacinthe Rigaud peignant sa femme, une gravure d'après le tableau éponyme du peintre. Par la suite, il fut également admis à l'académie d'Augsbourg.
Titré « graveur du roi », Daullé forme le futur éditeur et marchand d'estampes parisien, Pierre-François Basan, à l'art de la gravure, ainsi que Jean-Georges Wille.
Vers 1745, il épouse Gabrielle-Anne Landry dont il a cinq enfants. Delignières rapporte que dès lors, accablé par une famille trop nombreuse, son art se dispersa.
Il meurt dans son logis situé quai des Grands-Augustins.

## Œuvre
La plupart de ses planches sont exécutées au burin et signées de ses initiales « J. D. ».

### Portraits
- Catherine, comtesse de Feuquières, fille de Pierre Mignard, d'après Mignard.
- Hyacinthe Rigaud, peintre, d'après Rigaud, gravée pour sa réception à l'Académie en 1742.
- Marguerite de Valois, comtesse de Caylus, d'après Rigaud.
- Charles Edward Stuart, fils du Prétendant.
- Maria Clementina, princesse de Pologne, d'après David.
- Madame Favart, d'après Carle van Loo.
- Claude Deshayes Gendron, oculiste, d'après Rigaud.
- Jean Baptiste Rousseau, d'après Aved.
- Jean Mariette, graveur, d'après Pesne.

### Sujets divers
- Diogène et sa lanterne, d'après Spagnoletto.
- Quos Ego, d'après Rubens.
- La Charité et trois enfants, d'après Albani.
- Le Triomphe de Vénus, d'après Boucher.
- Les Amusemens de la Campagne, d'après Boucher.
- Latona, d'après Jouvenet.
- Le Bain de Vénus, d'après Raoux.
- Jupiter et Calisto, d'après Poussin.
- Sainte Marguerite, d'après Le Corrège.